# 大秦寺

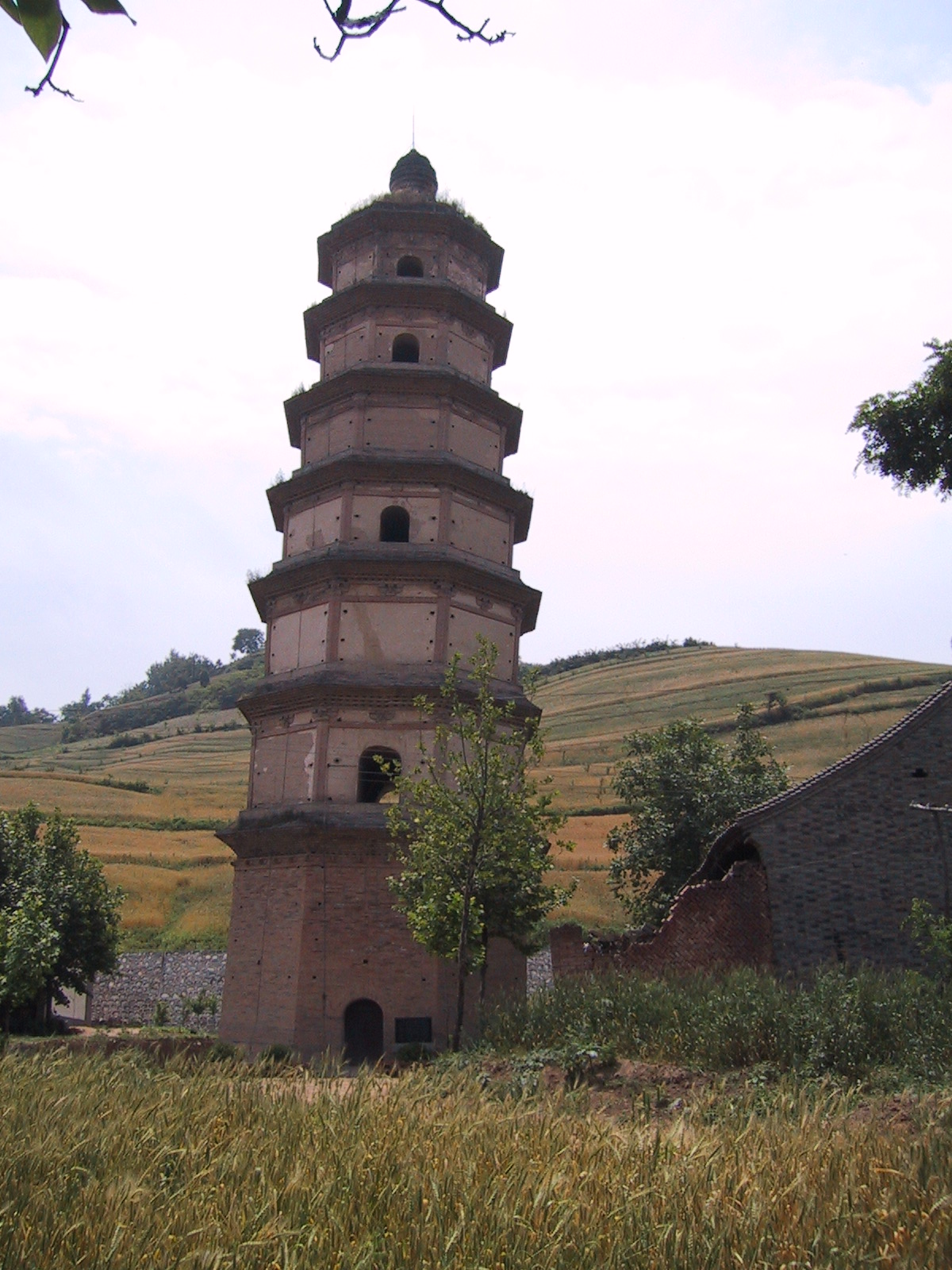
其中一大秦寺

大秦寺是在中国的景教寺院（教堂）的通称。景教即传到中国的基督教聂斯脱留派（景教）。唐朝时，在长安的大秦寺頗負盛名。

## 歷史沿革
景教在中国的传播，从唐代貞觀九年（635年）聂斯脱留派传教士团到达长安开始。那时，唐太宗命宰相房玄龄到长安西郊迎接传教团的团长阿罗本（罗宾，Alopen），并亲自会见了阿罗本。大秦景教流行中国碑记载：“太宗文皇帝光华启运，明圣临人，大秦国有上德曰阿罗本，占青云而载真经，望风律以驰艰险，贞观九祀，至于长安，帝使宰臣房公玄龄，总使西效入内，翻经书殿，问道禁闱。”
三年后的唐贞观十二年（638年），景教为唐朝所认可，并由唐朝政府资助在长安义宁坊修建寺院（教堂）。当时被称为“波斯寺”或“波斯经寺”，并没有使用大秦寺的名字；后因为天宝四年（745年）宗教的名称由波斯经教、波斯教变为了大秦景教，寺院的通称由波斯寺改名为大秦寺。（参见《旧唐书》中大秦寺的记载）。唐朝人把景教的寺院和摩尼教、祆教的寺院统称为三夷寺。
大秦寺的名称在正式文件中的使用要在唐天宝四年更名之后，但是，也有人认为745年前传抄的大秦景教《宣元至本经》也使用了大秦寺的名称，或许是在正式改名之前，存在大秦寺的名称在非正式场合使用的可能性。
唐代有多处大秦寺：长安义宁坊大秦寺，洛阳修养坊大秦寺，灵武大秦寺，五郡大秦寺，盩厔大秦寺，四川成都西门外大秦寺珍珠樓等。
唐会昌五年（845年），景教与佛教、祆教一起遭到禁绝。随着景教在中国的衰落，中国的大秦寺也遭受了严酷的命运，不过在中国的边疆地区，聂斯脱里派信仰在克烈部、乃蛮部、汪古部、畏兀儿部等蒙古高原和中亚的部落间继续存在着，这些信仰在元代由于朝廷的支持而又一次活跃起来，并在华南的港口城市，如泉州，兴建教堂。但此时教派的名称与唐朝时的名称不同，在元代聂斯脱留派称为也里可温教（也里可温，即蒙古語"erke'ün"（基督徒）的音译）。
元代的景教寺称为“十字寺”，据《元史》记载，有72所，分布在吐鲁番、哈密、伊犁、沙州、兰州、宁夏、太原、济南、扬州、泉州、杭州、福州、重庆、房山、广州、昆明等地。
由于元朝的灭亡，且中亞逐漸信奉回教，蒙古人也多半皈依了藏密佛法，兩教的蠶食之下，景教信仰衰落了，直到明代天启五年（1625年）大秦景教流行中国碑在西安市郊被发现之前，景教幾乎可說是被中国人完全忘却了。